# Chanod
Chanod è una suddivisione dell'India, classificata come census town, di 11.958 abitanti, situata nel distretto di Valsad, nello stato federato del Gujarat. In base al numero di abitanti la città rientra nella classe IV (da 10.000 a 19.999 persone).

## Geografia fisica
La città è situata a 20° 19' 37 N e 72° 54' 32 E.

## Società

### Evoluzione demografica
Al censimento del 2001 la popolazione di Chanod assommava a 11.958 persone, delle quali 7.343 maschi e 4.615 femmine. I bambini di età inferiore o uguale ai sei anni assommavano a 1.911, dei quali 1.035 maschi e 876 femmine. Infine, coloro che erano in grado di saper almeno leggere e scrivere erano 8.667, dei quali 5.877 maschi e 2.790 femmine.